# 하리가벳쇼촌
하리가벳쇼촌(針ヶ別所村)은 나라현 북동부 야마베군에 속해있던 촌이다. 현재는 나라시의 동부에 해당한다.

## 역사
- 1889년 4월 1일 - 정촌제 시행에 의해 야마베군 하리가벳쇼촌이 성립하였다.
- 1955년 1월 1일 - 쓰게노촌과 합병해 쓰게촌이 성립하여, 동일 하리가벳쇼촌은 소멸하였다.